# Byrån för inre säkerhet (Polen)
Agencja Bezpieczeństwa Wewnętrznego (polska, förkortas ABW), eller på svenska Byrån för inre säkerhet - är en myndighet ansvarig för polska statens inre säkerhet, bland annat genom kontraspionage och bekämpande av terrorism inom landets gränser och allmänt skydd av den Republiken Polen och dess konstitutionella ordning. Byrån bildades 29 juni 2002 efter att den tidigare statssäkerhetsorganisationen Urząd Ochrony Państwa (verksam 1990-2002) upplöstes och delades upp i Agencja Bezpieczeństwa Wewnętrznego och Byrån för underrättelse, Agencja Wywiadu.
Organisationens verksamhet regleras av förordningen angående formering av ABW utställd av ministerrådets ordförande (2002), Lagen om skydd av hemlig information (1999, Dz.U.02.89.804), förordningar gällande Agencja Bezpieczeństwa Wewnętrznego och Agencja Wywiadu (2002, Dz. U. Nr 74, punkt 676 respektive 2004, Dz. U. Nr 267, punkt 2647).

## Organisation
ABW består av följande organisatoriska enheter:
- Avdelningen för kontraspionage
- Avdelningen mot korruption och organiserad brottslighet
- Avdelningen mot terrorism
- Avdelningen för straffrättsliga åtgärder
- Avdelningen för säkerhetsteknologi
- Avdelningen för skydd av hemlig information
- Avdelningen för teleinformationssäkerhet
- Centrum för analyser
- Avdelningen för specialoperationer
- samt ett antal stödjande och administrativa avdelningar och inre revision

ABW-chefen är statssekreterare och direkt underställd ministerrådets ordförande. ABW är en myndighet inom regeringsadministrationen.

## Personal
Byråns personal är tilldelade tjänstegrader som till viss del överensstömmer med de polska militära graderna.
- Manskapskåren 
  - szeregowy
  - starszy szeregowy
- Underofficerskåren
  - kapral
  - starszy kapral
  - plutonowy
  - starszy plutonowy
  - sierżant
  - starszy sierżant
  - sierżant sztabowy
  - starszy sierżant sztabowy
- Specialistofficerskåren
  - młodszy chorąży
  - chorąży
  - starszy chorąży
  - młodszy chorąży sztabowy
  - chorąży sztabowy
  - starszy chorąży sztabowy
- Officerskåren
  - podporucznik
  - porucznik
  - kapitan
  - major
  - podpułkownik
  - pułkownik
  - generał brygady

Källa: